# Shashmaqam
Le Shashmaqom ou Shashmaqam, littéralement « six maqôm », est l'une des musiques traditionnelles savantes vocales et instrumentales des centres urbains d'Asie centrale, aujourd'hui au Tadjikistan et en Ouzbékistan. « La musique Shashmaqom » a été proclamée en 2003 puis inscrite en 2008 sur la liste représentative du patrimoine culturel immatériel de l’humanité.

## Histoire
Le maqâm existe depuis plus de dix siècles et a été influencé par l'évolution de la musicologie, de la poésie, des mathématiques et du soufisme.
Le Shashmaqom n'apparait pas avant la fin du XVIIIe siècle dans les textes historiques et a été joué à la cour de Boukhara, centre historique et spirituel du Shashmaqom, jusque dans les années 1920. Il était joué par des Tadjikes, Ouzbeks et des membres de la communauté juive. Le Shashmaqom s'est répandu dans les villes voisines de Khorezm et Kokand au XIXe siècle. À partir des années 1970, la plupart des interprètes reconnus de Shashmaqom ont quitté le Tadjikistan et l’Ouzbékistan pour émigrer en Israël et aux États-Unis. 
Le répertoire du Shashmaqom est transmis oralement car le système de notation classique ne peut consigner que le cadre général. Depuis la dislocation de l'URSS et l’indépendance des deux pays en 1991, plusieurs mesures ont été prises pour sauvegarder le Shashmaqom mais seuls quelques rares musiciens ont conservé les styles d'interprétation locaux enseignés par des professeurs indépendants. La grande majorité des interprètes actuels au Tadjikistan et en Ouzbékistan sont des élèves issus du Conservatoire de Tachkent.

## Musique
Le Shashmaqom est un répertoire de 252 pièces instrumentales et vocales, réparties en 6 suites portant le nom de leur mode principal : Buzruk - Dugôh - Irôq - Navô - Rôst - Segôh. En plus du mode principal, les maqoms comportent généralement des sous-ensembles de pièces dans un mode secondaire.
la musique est exécutée en solo ou par un groupe de chanteurs, accompagnés d'un ensemble composé de luths (au minimum dotâr et tanbur), vièles (sato, ghijak ou violon), tambours sur cadre et flûtes. 
L’introduction instrumentale qui ouvre généralement l'œuvre est suivie du nasr, partie vocale principale composée de deux groupes distincts de chants.

## Discographie
Les œuvres ont été enregistrées de façon intégrale dans les années 1970, mais ces enregistrements ne sont plus disponibles à la vente depuis longtemps. Seule une partie du répertoire a été enregistrée récemment :
- Dugâh (extraits) : Abdurahim Hamidov (direction), Ouzbékistan - Maqâm Dugâh, Inedit/Maison des cultures du monde, W 260111
- Navâ (extraits) : Jurabek Nabiev et l'Ensemble Dorrdâne, Tadjikistan: Maqâm Navâ, Ocora – C 560102
- Râst (extraits) : Academy of Maqam, Invisible face of the beloved : Classical music of the Tajiks and Uzbeks, Smithsonian Folkways Recordings, SFW40521 présentation et notes